# Michael Mainelli

Wapen van Lord Mayor Mainelli 2023/24.

Michael Raymond Mainelli (Seattle, 19 december 1958) is de Lord Mayor van Londen (2023–2024).
In de periode 2017–2018 was hij meester van de Worshipful Company of World Traders (de vereniging of het gilde der internationale handelaars) in Londen.

## Onderscheidingen
- Ridder van Justitie in de Eerwaarde Orde van Sint-Jan (2024)